# 室女座71
室女座71，又名BD+11 2575，HD 117304、SAO 100592、HR 5081，是室女座的一颗恒星，视星等为5.65，位于銀經333.33，銀緯71.42，其B1900.0坐标为赤經13h 24m 15.7s，赤緯+11° 71.42′ 12″。